# Менай-Бридж
Ме́най-Бри́дж (англ. Menai Bridge, валл. Porthaethwy) — місто в Сполученому Королівстві Великої Британії та Північної Ірландії, розташоване на сході острова Англсі, в однойменному графстві Острів Англсі, у князівстві Уельс.